# Correr
I Corrèr (o Corraro) furono una famiglia patrizia di Venezia, compresa fra le casade nove. Si distinsero per i numerosi incarichi di prestigio nella Repubblica di Venezia.

## Storia
Originaria, si dice, di Torcello, giunse a Venezia nel IX secolo ed entrò nel Maggior Consiglio con la serrata del 1297.
Dalla casata provennero in particolare uomini di Chiesa. Si citano Pietro, patriarca di Costantinopoli; Angelo che nel 1406 fu eletto papa con il nome di Gregorio XII; Antonio, nipote del precedente, cardinale e uno dei fondatori dei Canonici Regolari di San Giorgio in Alga.
Morto nel 1830, Teodoro Correr lasciò alla città il palazzo di famiglia con la ricchissima collezione d'arte, libri e documenti che conteneva: è quello che oggi è il Museo Correr.

## Albero genealogico

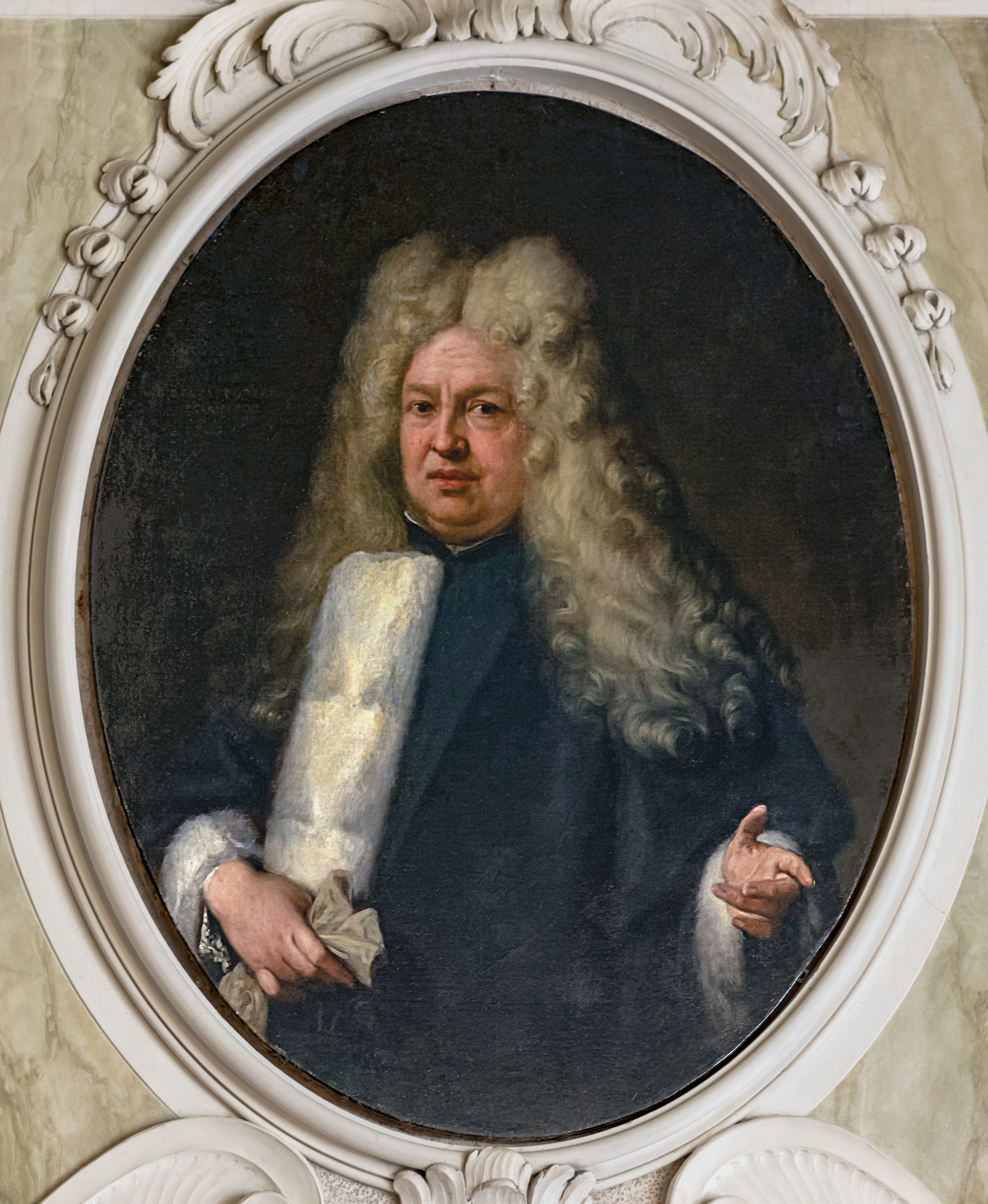
Antonio Bellucci, Ritratto di Giovanni Correr, Museo del Settecento veneziano di Ca' Rezzonico

Questa famiglia ebbe quattro rami.
| Filippo Correr - appartiene al Consiglio nel 1151, Senatore della Repubblica di Venezia nel 1205, Avogadoria de Comun |  | |  | |
| |  | Angelo Correr († 07-02-1263) - Procuratore della Repubblica di Venezia |  | |
| |  | |  | |
| |  | |  | Natale |
| |  | |  | |
| |  | |  | Filippo |
| |  | |  | |
| |  | |  | Pietro - Non ebbe figli |
| |  | |  | |
| |  | Pietro (1235/40 † 1302) - Uomo di Chiesa, Patriarca di Costantinopoli (1286)                                                                                                   |  | |
| |  | |  | |
| |  | Paolo - I suoi discendenti furono compresi nella Serrata del Maggior Consiglio del 1297.                                                                                       |  | |
| |  | |  | |
| |  | |  | Niccolò - Non ebbe figli |
| |  | |  | |
| |  | Pietro - Ambasciatore presso l'Imperatore nel 1354 |  | |
| |  | |  | |
| |  | |  | Marino |
| |  | |  | |
| |  | Paolo |  | |
| |  | |  | |
| |  | Filippo |  | |
| |  | |  | |
| |  | Niccolò - Nel 1350 apparteneva al Maggior Consiglio, da qui parte il Ramo Secondo                                                                                              |  | |
| |  | |  | |
| |  | |  | Angelo (1335, Recanati 18-10-1417) - Futuro Papa Gregorio XII |
| |  | |  | |
| |  | Caterina - Sposò Bartolomeo Barbarigo |  | |
| |  | |  | |
| |  | Filippo (1336- 10-11-1410) - Sposò Chiara Venier. Podestà di Chioggia, Procuratore di San Marco. I suoi primi tre figli Antonio, Andrea, Filippo, non proseguirono la dinastia |  | |
| |  | |  | |
| |  | |  | Antonio (15-7-1369 19-01-1443) - Cardinale |
| |  | |  | |
| |  | Andrea |  | |
| |  | |  | |
| |  | |  | Francesco - Rettore della chiesa di San Vito e Modesto 1435 |
| |  | |  | |
| |  | Filippo |  | |
| |  | |  | |
| |  | Niccolò - Gli undici figli non gli diedero eredi Correr |  | |
| |  | |  | |
| |  | Giovanni - Podestà di Cividale e di Parenzo |  | |
| |  | |  | |
| |  | |  | Gregorio(1411 - 19-11-1464) - Abate di San Zeno a Verona dal 1443, Patriarca eletto di Venezia il 19-8-1464 |
| |  | |  | |
| |  | Pietro - Sposò Francesca Mocenigo |  | |
| |  | |  | |
| |  | |  | Giovanni - Sposò Adriana Donà |
| |  | |  | |
| |  | |  | Antonio - Generò il terzo ramo |
| |  | |  | |
| |  | |  | Francesco (1553 + 1632) - Sposò Maria Trevisan; Patrizio Veneto, del Magistrato di Pregadi nel 1604, Provveditore alle biade nel 1608, Provveditore alla Zecca, Capo del Consiglio dei X Savi 1610, Inquisitore di Stato |
| |  | |  | |
| |  | |  | Lorenzo (11-8-1627 - 20-8-1709) - Sposò Pellegrina Gussoni. Patrizio Veneto, 1670, Provveditore d’armata, 1670, 1680 e 1693 Podestà di Padova.                                                                           |
| |  | |  | |
| |  | |  | Giovanni (15-11-1673 - 1717) - Sposò Elena Lando, Patrizio Veneto, Capitano di Vicenza nel 1699, Podestà di Verona nel 1704, Senatore della Repubblica di Venezia nel 1709, Vicepodestà di Padova nel 1711.              |
| |  | |  | |
| |  | |  | Pietro Correr (18-6-1707 - 4-11-1768) - Ambasciatore veneziano a Vienna e Roma |
| |  | |  | |
| |  | Francesco Antonio (7-10-1676 - 17-5- 1741) - Patrizio Veneto, cappuccino a Padova, Patriarca eletto di Venezia il 18-11-1734                                                   |  | |
| |  | |  | |
| |  | Domenica, Francesco, Margherita, Paolo - Continuarono questo ramo fino al secolo XVI                                                                                           |  | |
| |  | |  | |
| |  | Marco |  | |
| |  | |  | |
| |  | Bartola o Beziola (1350 ca. + testamento 1386) - Sposò Angelo Condulmer |  | |
| |  | |  | |
| |  | Luca - Componente del Maggior Consiglio |  | |
| |  | |  | |
| |  | Giovanni (? - post 1370) - Comandante di galea nel 1348 |  | |
| |  | |  | |
| |  | |  | Pietro; Marco; Figlia |
| |  | |  | |
| |  | |  | Giacomo; Giovanni; Nicolò; Domenico; Cristoforo |
| |  | |  | |
| |  | |  | Giovanni, Gregorio, Marco, Francesca, Francesco, Nicolò, Lucrezia, Alvise - Dopo quattro generazioni Paolo genera il quarto ramo, estinto nel secolo XVI                                                                 |
| |  | |  | |
| |  | Francesca (? - ante 1346) - Il 18 dicembre 1329 fonda l'ospedale di Sant'Andrea della Zirada.                                                                                  |  | |
| |  | |  | |

## Membri illustri
- Pietro Correr (1235/40[3]-1302), uomo di chiesa, patriarca di Costantinopoli (1286)
- Gregorio XII, nato Angelo Correr (1326– 1417), papa dal 1406 al 1415
- Antonio Correr (1369[7]–1445), cardinale veneziano
- Paolo Correr (1380-1443), politico
- Gregorio Correr (1411-1464) abate di San Zeno a Verona dal 1443, patriarca eletto di Venezia
- Francesco Antonio Correr (1676-1741), patrizio veneto, cappuccino a Padova, patriarca eletto di Venezia il 18 novembre 1734
- Pietro Correr (1707-1768), ambasciatore veneziano a Vienna e Roma
- Teodoro Correr (1750-1830), abate e collezionista d'arte, fondatore del Museo Correr
- Leonardo Correr (1764-1807), ammiraglio, ultimo comandante dell'Armata Grossa della Repubblica di Venezia

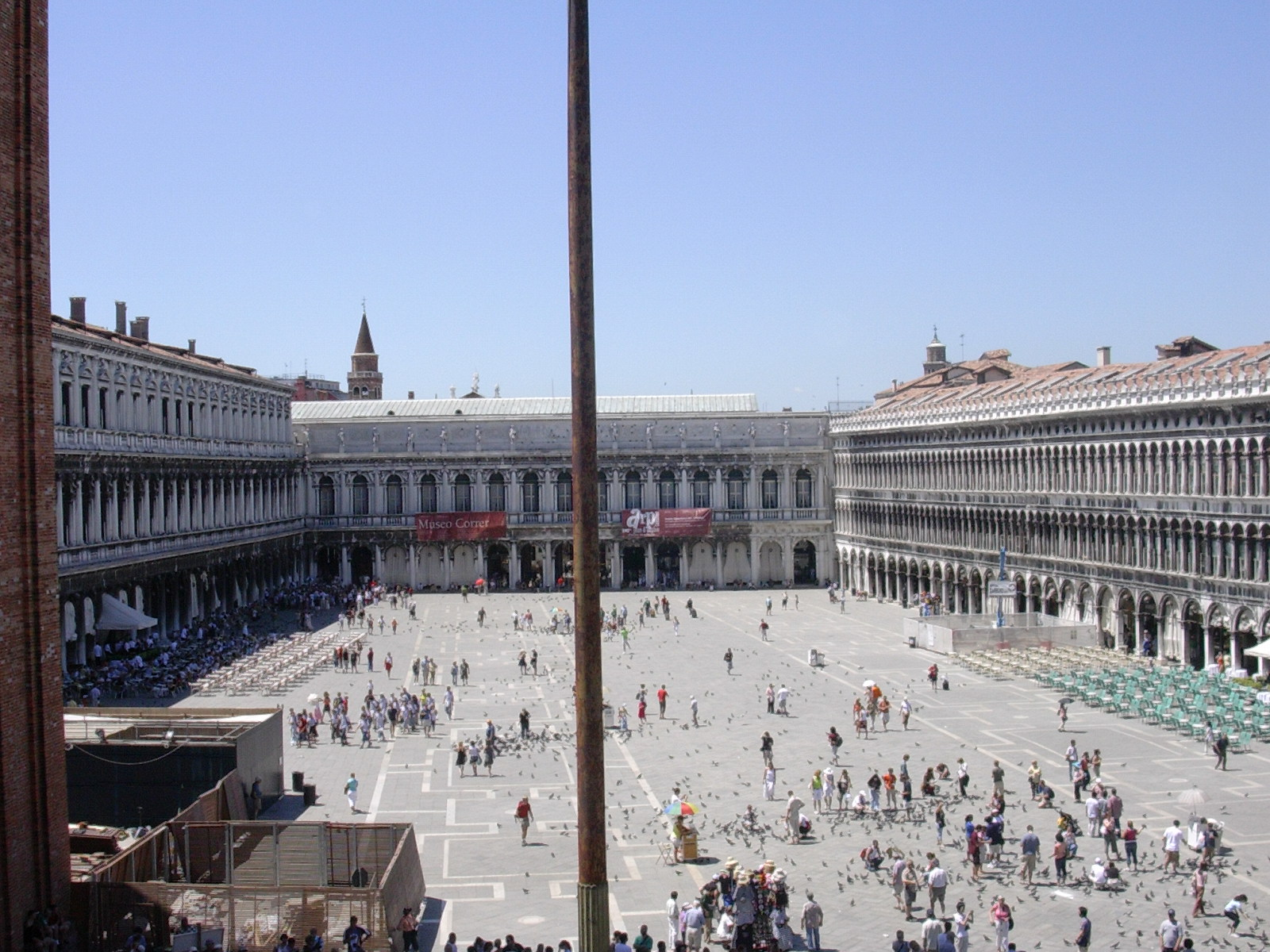
Il Museo Correr in Piazza San Marco
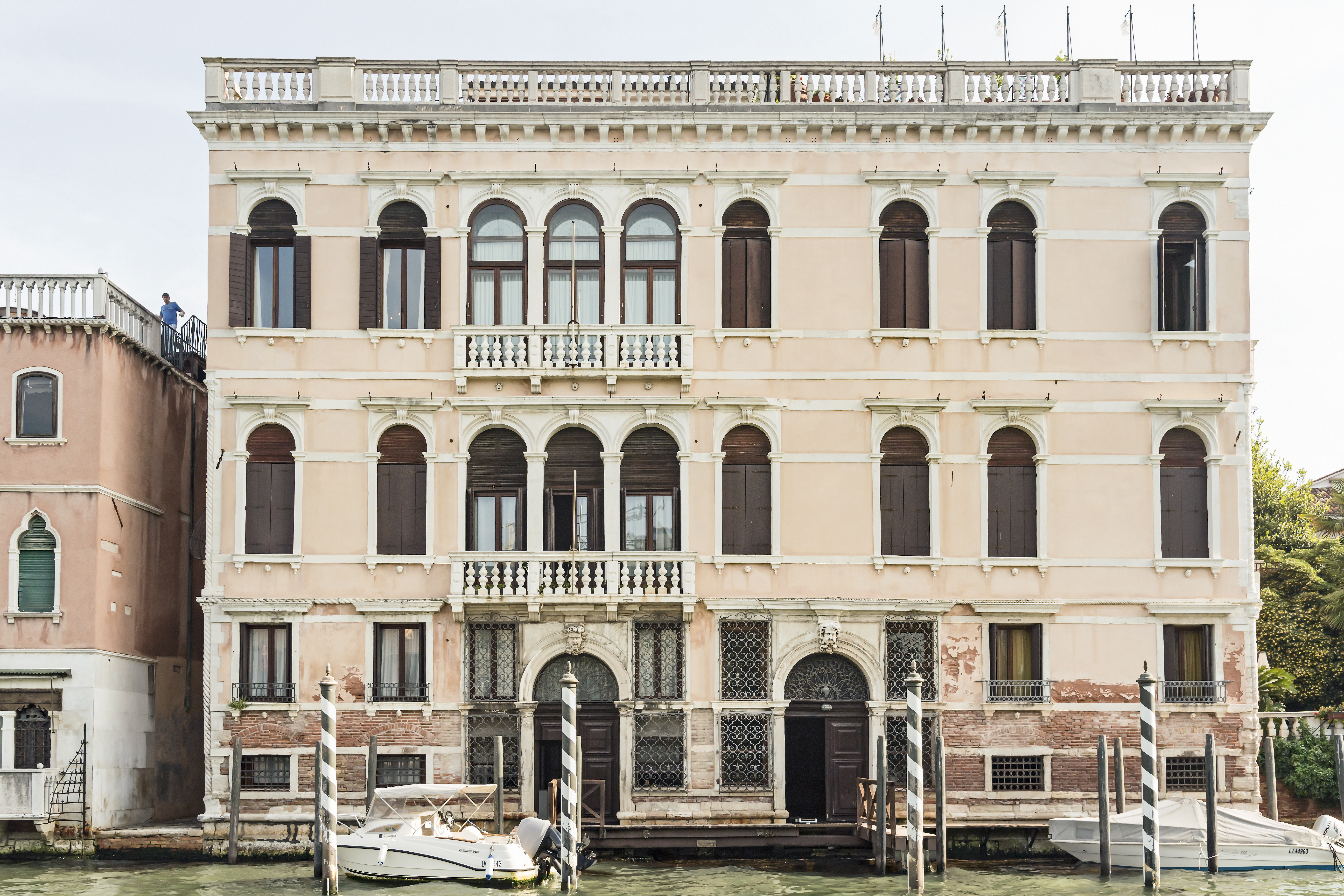
Il palazzo Correr Contarini Zorzi sul Canal Grande